# Olympische Sommerspiele 2012/Teilnehmer (Jemen)
| Gelbes Symbol für Goldmedaillen mit stilisierten Olympischen Ringen | Graues Symbol für Silbermedaillen mit stilisierten Olympischen Ringen | Braundes Symbol für Bronzemedaillen mit stilisierten Olympischen Ringen |
| ------------------------------------------------------------------- | --------------------------------------------------------------------- | ----------------------------------------------------------------------- |
| —                                                                   | —                                                                     | —                                                                       |

Der Jemen nahm in London an den Olympischen Spielen 2012 teil. Es war die insgesamt sechste Teilnahme an Olympischen Sommerspielen. Das Jemenitische Olympische Komitee nominierte vier Athleten in drei Sportarten.

## Teilnehmer nach Sportarten

### Judo
| Männer       |                  |         |         |             |         |   |
| Ali Khousrof | Klasse bis 60 kg | Freilos | Freilos | Y. Siccardi | 012-101 | - |

### Leichtathletik
| Frauen         |        |             |    |               |               |               |               |               |               |               |               |               |
| Fatima Dahman  | 100 m  | 13,95 s     | 31 | ausgeschieden | ausgeschieden | ausgeschieden | ausgeschieden | ausgeschieden | ausgeschieden | ausgeschieden | ausgeschieden | ausgeschieden |
| Männer         |        |             |    |               |               |               |               |               |               |               |               |               |
| Nabil al-Garbi | 1500 m | 3:55,46 min | 14 | ausgeschieden | ausgeschieden | ausgeschieden | ausgeschieden | 41            |               |               |               |               |

### Taekwondo
| Athleten         | Wettbewerb       | Achtelfinale | Achtelfinale | Viertelfinale | Viertelfinale | Halbfinale    | Halbfinale    | Hoffnungsrunde Halbfinale | Hoffnungsrunde Halbfinale | Hoffnungsrunde Finale | Hoffnungsrunde Finale | Finale        | Finale        | Rang          |
| Athleten         | Wettbewerb       | Gegner       | Ergebnis     | Gegner        | Ergebnis      | Gegner        | Ergebnis      | Gegner                    | Ergebnis                  | Gegner                | Ergebnis              | Gegner        | Ergebnis      | Rang          |
| ---------------- | ---------------- | ------------ | ------------ | ------------- | ------------- | ------------- | ------------- | ------------------------- | ------------------------- | --------------------- | --------------------- | ------------- | ------------- | ------------- |
| Männer           |                  |              |              |               |               |               |               |                           |                           |                       |                       |               |               |               |
| Tameem al-Kubati | Klasse bis 58 kg | Y. Reyes     | 8-3          | O. Oviedo     | 2-14          | ausgeschieden | ausgeschieden | ausgeschieden             | ausgeschieden             | ausgeschieden         | ausgeschieden         | ausgeschieden | ausgeschieden | ausgeschieden |